# 우지정
우지정(일본어: 宇治町)은 일본 교토부 구세군에 설치되었던 정이다. 현재의 우지시 중심부에 해당한다.